# مسجد امام حسن
مسجد امام حسن مربوط به دوره قاجار است و در شهرستان نطنز، شرق شهر، مرکز محله مزید آباد، کوی امام حسن واقع شده و این اثر در تاریخ ۲۲ آبان ۱۳۸۶ با شمارهٔ ثبت ۱۹۸۷۰ به‌عنوان یکی از آثار ملی ایران به ثبت رسیده است.